# 中央電力庁
中央電力庁 (Central Electricity Board) は、電力供給を標準化するために、1926年電力（供給）法 (The Electricity (Supply) Act 1926) に基づき設置されたイギリスの機関である。当時、電力業界は600を超える電力会社と地方自治体の事業からなっており、地域によって電圧と周波数が異なっていた（直流の地域を一部含む）。初代長官はアンドルー・ダンカン。
CEBは、イギリス初の同期化された交流送電網（132kV、50Hzで通電）を確立した。1933年までのそれは地域的ネットワークの集合体であり、緊急時に連結し、イングランドの大部分をカバーしていた。この送電網は、1938年に全国的システム（全国高圧送電線網）として稼動を開始した。送電網が1947年電力法によって国有化され、英国電力公社に継承されると、CEBは廃止された。
CEBは、電力委員会（Electricity Commissioners：運輸省に対して責任を負う産業監査機関）と併置されていた。